# Karl Gero d'Urach
 (novembre 2014).
Si vous disposez d'ouvrages ou d'articles de référence ou si vous connaissez des sites web de qualité traitant du thème abordé ici, merci de compléter l'article en donnant les références utiles à sa vérifiabilité et en les liant à la section « Notes et références ».
Titre
Prétendant au trône de Lituanie
24 mars 1928 – 15 août 1981
(53 ans, 4 mois et 22 jours)
Karl Gero von Urach (19 août 1899 – 15 août 1981), duc d'Urach et prétendant au trône de Lituanie, est le fils de Mindaugas II et de la duchesse Amélie Marie en Bavière.

## Biographie
Il est né au château de Lichtenstein (Bade-Wurtemberg) qui faisait alors partie de l'Uni de Wurtemberg. Il est le deuxième fils du duc Guillaume d'Urach, éphémère roi de Lituanie sous le nom de Mindaugas II, et de sa première épouse la duchesse Amélie Marie en Bavière.
En 1917, il est diplômé du lycée Charles de Stuttgart (de). Après ses études, il a servi pendant la Première Guerre mondiale comme lieutenant. Il a été gravement blessé en 1918. Après la guerre, Karl Gero von Urach a étudié l'architecture, et plus tard a travaillé comme architecte à Munich.
En 1935, il entre dans la Wehrmacht et devient un Hauptmann ; en 1940, il est promu major. Jusqu'en 1945, il était basé au siège de l'armée locale à Tübingen et Ulm.
Le 20 juin 1940, Karl Gero von Urach épouse la comtesse Gabriele von Waldburg zu Zeil und Trauchburg (1910-2005). Ce mariage n'a pas donné d'enfant.
Karl Gero von Urach est mort au château de Lichtenstein le 15 août 1981. N'ayant pas de descendant, c'est son neveu Karl Anselm d'Urach qui reprit les titres héréditaires familiaux de duc d'Urach, comte de Wurtemberg et prétendant au trône de Lituanie.

## Jeux vidéos
- Dans le jeu de stratégie Hearts of Iron 4, si le joueur choisi de restaurer la monarchie en Lituanie, Karl Gero deviendra roi sous le nom de Mindaugas III.
- Toujours dans Hearts of Iron 4, dans le mod Kaiserreich, Karl Gero est roi d'une Lituanie agrandie sous le nom de Vytautas II.